# 既存添加物
既存添加物（きそんてんかぶつ）とは、1995年の食品衛生法及び栄養改善法の一部を改正する法律（平成7年法律第101号）附則第2条第4項で規定される既存添加物名簿に収録された食品添加物のこと。1996年、既存添加物名簿の告示が行われた（平成8年4月16日厚生省告示第120号）。
既存添加物は、以前から天然添加物（てんねんてんかぶつ）とも呼ばれており、行政の資料でもこのように表現される。
また、告示の備考に「第1号から第451号までに掲げる添加物には、化学的手段により元素又は化合物に分解反応以外の化学反応を起こさせて得られた物質は含まない」とある。
以前は、化学合成された添加物のみ指定した品目について使用を許可していたため、これを対比して合成添加物（ごうせいてんかぶつ）と呼ぶことが多かった。

## 概要
既存添加物は、平成8年に既存添加物名簿が策定された当初は489品目が収載されていたが、安全性に懸念が認められたものや使用実態がないものが順次削除され、2011年5月6日現在、365品目が収録されている。ただし、これらの中には「香辛料抽出物」や「高級脂肪酸」等、多数の製品を一括して一品目として扱っているものもある。
既存添加物には食品添加物のうち、今まで習慣的に使われてきており、危険性が低いとされる物質が収録された。しかし、厚生労働省は近年、既存添加物についても順次食品安全委員会において科学検査に基づく食品健康影響評価を行い、安全性の確認をしている。リストは定期的に見直しが行われており、使用実績のない添加物は積極的に消除される傾向にある。
- 1998年、「既存添加物の安全性評価に関する研究調査（平成8年度調査）」[1]によって、既存天然添加物489品目のうち、139品目に速やかな調査が求められるが残りは、安全性が高いものであると結論された。以降、安全性の報告が継続される。
- 2000年、「既存添加物の安全性評価に関する研究調査（平成11年度調査）」[2]。
- 2004年、「既存添加物の安全性の見直しに関する調査研究（平成15年度調査）」[3]。

既存添加物の一つであるアカネ色素は遺伝毒性及び腎臓への発癌性が認められたため、2004年（平成16年）7月5日に名簿から消除された。
- 2004年、使用実態のない38品目が名簿から削除された。
- 2005年、「既存添加物の安全性の見直しに関する調査研究（平成16年度調査）」[4]。
- 2007年、「既存添加物の安全性の見直しに関する調査研究（平成19年度調査）」[5]。
- 2007年、使用実態のない32品目が名簿から削除された。
- 2011年、使用実態のない55品目が名簿から削除された（平成23年厚生労働省告示第157号）。

「天然添加物」という呼称のせいか「既存添加物は指定添加物より安全である」と誤解されることが多い。指定添加物にはタール色素なども含まれるため、安全性について懸念される部分があるのは確かである。しかし、そのために指定及び使用規準の制定にあたっては様々な試験を行い安全性を確認しており、使用規準を遵守している限り試験された事項については危険性が薄い。逆に既存添加物は上述のとおり、現時点では未だに科学的知見に基づく安全性の確認がなされていないものも含まれている。

## 規格基準
食品衛生法第11条に基づいて成分規格や使用基準が定められた指定添加物と異なり、既存添加物は着色料など一部のものを除いて使用対象や使用量は基本的に限定されておらず、製造基準以外の規格基準は定められていなかった。また、製造者や製造所は食品衛生法に基づく営業許可の対象となっていなかった。
しかし、2001年ウコン色素等60品目、3製剤について成分規格が制定された（平成11年厚生省告示第116号）ことにより成分規格の定められたこれらの既存添加物を製造する製造者や製造所は食品衛生法に基づく添加物製造業許可の取得と事業所における食品衛生管理者の設置が必要となった。また、2007年には一般飲食物添加物（一般に食品として飲食に供される物であって添加物として使用されるもの）であるアカキャベツ色素を含む62品目に関わる63成分規格が制定された（平成19年厚生労働省告示第73号）。従って、今後はこれらの既存添加物等を製造する製造者や製造所についても食品衛生法に基づく添加物製造業許可の取得と事業所における食品衛生管理者の設置が必要となる（猶予期間2008年3月30日まで）。
尚、一般飲食物添加物はその名の通り基本的には食品ではあるが、添加物として使用されることが想定されるものであり、使用目的が添加物としてのものである場合にはその旨を製品に表示する必要がある。

## 付記
ニガヨモギ抽出物（主な用途：苦味料）
フランスのリキュールであるアブサンに含まれる。EUではニガヨモギに含まれるツヨンが向精神作用を持つため、一時使用禁止になったが、日本では問題にならなかった。
粗製海水塩化マグネシウム（主な用途：豆腐用凝固剤）
いわゆる「にがり」のこと。豆腐に使った時だけ「にがり」と表示してもよいことになっている。